# Gavril Lășcani Muntean
Gavril Lășcani Muntean (n. 1880, Ohaba de sub Piatră, Comitatul Hunedoara, Regatul Ungariei – d. 1950, Râul-Alb, Regiunea Hunedoara, RPR) a fost un deputat în Marea Adunare Națională de la Alba Iulia, organismul legislativ reprezentativ al „tuturor românilor din Transilvania, Banat și Țara Ungurească”, cel care a adoptat hotărârea privind Unirea Transilvaniei cu România, la 1 decembrie 1918.:p. 77

## Biografie
Gavril Lășcani Muntean a fost primar în sat și notar în Râul-Alb între 1924-1936.:p. 213

## Activitatea politică

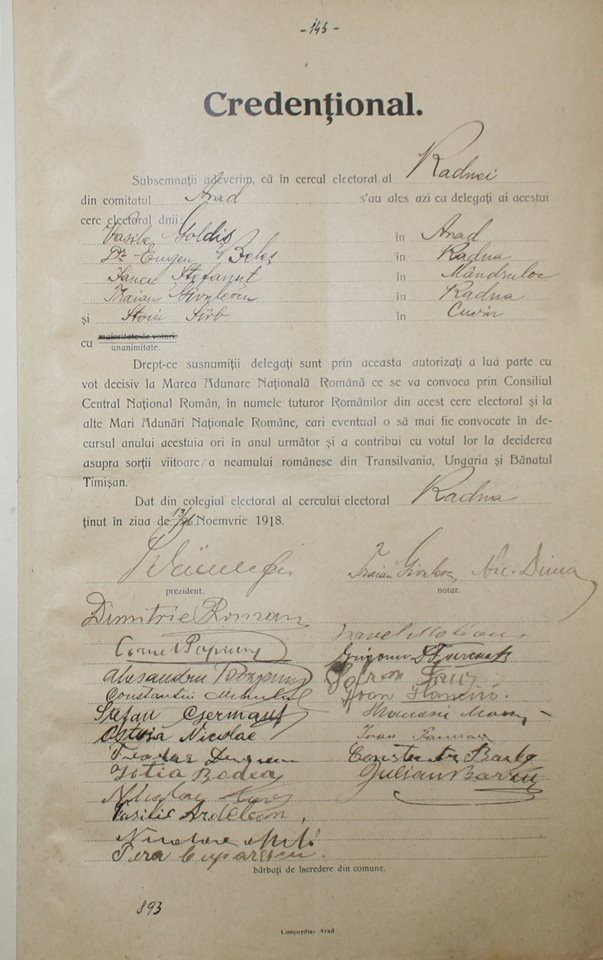
Credențional

În Adunarea Națională din 1 decembrie 1918 a reprezentat ca delegat ales cercul electoral Hațeg.:p. 213